# Історія реклами
Реклама – це інформація про  особу  чи  товар,  розповсюджена  в будь-якій  формі та в будь-який спосіб і призначена сформувати або підтримати обізнаність споживачів реклами та їх інтерес щодо таких особи чи товару.
Періодом розвитку протореклами вважають епоху палеоліту. До неї відносять такі два найпоширеніші тогочасні явища як: 
- Самоідентифікація, яка виражалась через демонстративну показовість зовнішніх ознак, які відрізняли одну людину від іншої (згодом жителів окремих племен). Це стосувалось особливостей зачіски, одягу, прикрас тощо. Самоідентифікація виконувала насамперед сигнальну функцію.
- Символізація – наділення різноманітних предметів і знаків додатковими значеннями.

До протореклами належать також настінні малюнки, міфи, легенди, з яких ми дізнаємося про особливості первісного ладу.

## Реклама у стародавньому світі
В Стародавньому світі професійними носіями рекламного слова були спеціальні оповісники. Окрім  того на них покладався ряд інших функцій: виконували дипломатичні доручення, були учасниками різних посольств, перебували на службі у міській адміністрації і повідомляли населенню новини політичного та економічного характеру. Оповісники нижчого рангу працювали на ринкових розпродажах, в театральних трупах, прислужували приватним особам.
В грецьких полісах оповісники обиралися шляхом народного голосування або жеребкуванням.Основною вимогою до оповісників було оперативне інформування населення про суспільно важливі події. Наприклад, чергову дату народних зборів, відвідання важливих посольств, тріумфах прославлених полководців, роздачі хліба бідному населенню чи запланованих гладіаторських боях.
Поява писемності призвела до появи рукописної реклами. Одне з найдавніших рекламних оголошень було знайдено під час розкопок давньоєгипетського міста Мемфіс: «Я, Ріно, з острова Крит, за волею богів тлумачу сни».
Часто рекламу розміщували на стінах міських будівель. Безладні графіті на вулицях римських міст псували зовнішній вигляд вулиць. Численні заборони не давали ніякого результату, тому влада вирішила створити спеціальні місця для розміщення рекламних оголошень. Це була вибілена частина стіни, розграфлена в клітинку, повідомлення на яких писались вугіллям. Пізніше ці місця отримали назву «альбумсами».
Під час розкопок давньоримських міст Помпеї, Геркулануми і Стабії виявили не лише настінні види реклами, а й вивіски, що були канонізовані і, на відміну від сучасних, не містили написів.

## Розвиток реклами в Європі

##### Розвиток усної реклами в епоху Середньовіччя
В середньовіччі провідну роль продовжувала займати усна реклама. Виділяють 3 її основних види:
1. Крики вулиць – це короткі оперативні повідомлення про товари та послуги, які запозичувались глашатаями різних міст одне в одного. Для рекламування кожного товару були свої слова, інтонація та мелодія крику. У XIII – XIV ст. виходять «Крики Рима» та «Крики Парижа» – зібрання тогочасної усної реклами, найпопулярніших вигуків оповісників. В останньому збірнику крики мають ритмічну віршовану форму чотиривірша, що вихваляє певний товар. У 1608 році виходять «Крики Лондона».
2. Тексти стаціонарних закличних. Найчастіше роль закличних виконували самі продавці, припрошуючи людей завітати до їхньої крамниці. Від «криків» ці заклики відрізнялися тим, що крім усного характеру доповнювалися ще наполегливими жестами закличних, які інколи хапали людей за рукав і намагалися силою затягнути до власної крамниці.
3. Ярмарковий фольклор – це поєднання двох вищезазначених видів усної реклами. Проте під час ярмарків вигуки і заклики набували більш пишної форми, адже кожен продавець прагнув залучити до себе якомога більше покупців. Така пишність мови спричинила явище «дутої» реклами (puff-advertising), простіше кажучи, – брехливої.

Основними розповсюджувачами реклами залишалися спеціальні оповісники, що, блукаючи вулицею, вигукували похвалу товару, який рекламували, або ж оголошували анонси подій. В англійському статуті 1386 року зазначалось: «Якщо будь-хто  має потребу продати що-небудь, він повинен сповістити це через оповісника, який затверджений графським намісником».
В цей же час з’являються укази, які певною мірою регулюють діяльність оповісників. Той же вищезгаданий англійський статут говорить: «Ніхто не має права рекламувати будь-що своїм криком. Якщо хтось так зробить, намісник має право притягти його до суду й оштрафувати. Іншим разом у нього може бути відібране все майно». У «Реєстрі ремесел і торгівлі Парижа» зазначалось: «Ніхто не може і не повинен закликати і тягнути покупця, який знаходиться біля іншої ляди або в іншій лавці; якщо хтось так зробить, він сплатить 5-у частину штрафу королю, і  ще 5-у цеху».
У середині XIV ст. поширюється геральдика, що стає поштовхом до появи і поширення емблемних знаків, які, окрім рекламного характеру, були ще й свідченням високої якості товару. Перша задокументована згадка про середньовічний торговий знак в Англії відносить нас до 1266 року, королівського розпорядження пекарям ставити свій знак на хлібобулочних виробах. Художники теж мали власні торгові знаки, які називалися сигнатурами. 
В цей період відбуваються зародки плакатного жанру у рекламному процесі, які пов’язують з великою поширеністю фресок, художнього живопису, де зображуються сцени соціального життя. Велика роль відводилась на  виготовлення вивісок, як атрибутів рекламного характеру. На вивісках зображувались малюнки, текст здебільшого був відсутнім, оскільки переважна частина тогочасного населення була неграмотною.

##### Поява друкованої реклами
Новий період у розвитку реклами настає в середині XV ст. після винайдення друкарського верстата Гутенбергом. Перше рекламне оголошення з’явилось через 22 роки після цієї події.  Його текст розміщувався на дверях одного з храмів Лондона та інформував про продаж молитовника. 
Популярності набуває такий вид рекламних оголошень як летючі листки. Це був шматок паперу розміром 15 X 23 см. Перший рядок тексту виділяли великим шрифтом, таким чином він заміняв заголовок. Інколи текст вписували в рамку  і додавали до нього ілюстрацію. На початковому етапі панівну роль займали оголошення про книжкові новинки. Створюються такі жанри друкованої реклами як каталог, проспект та прейскурант. 
В першій половині XVI ст.  в Парижі видається указ короля, який повідомляє, що забороняється розклеювати ганебні пасквілі (твір-карикатура), афіші та будь-які інші твори схожого характеру. В Англії в 1563 році уточнюються умови розміщення оголошень: «Вони (комедіанти – прим. авт.) забов’язані наклеїти афішу поблизу поштового відділення за декілька днів до вистави з попередженням народу про театральну дію.» 
В 1629 році Теофраст Ренодо отримав дозвіл на відкриття першого адресного бюро у Парижі, яке займалося прийомом і розміщенням оголошень від різних верств населення. В середньому послуги цього бюро коштували 3 су. З 1630 року у Франції почала виходити перша щоденна газета «Gazette», яка з 1631 року публікувала у кожному номері різноманітні рекламні оголошення. Паралельно з «Gazette» Теофраст Ренедо видавав листок оголошень Адресного бюро, що з часом перетворився на журнал «Petites Affiches» («Маленькі афіші»).
В Англії першопрохідцем в газетній рекламі було видання «Political Mercury». В часи правління Кромвеля почала інтенсивно розвиватися міжнародна торгівля, що викликало потребу в рекламуванні нових товарів, відповідно почали організовуватись масштабні рекламні кампанії. 14 травня 1657 року з’явилось оголошення про створення Office of Public Advice (Офіс громадської ради), вісім відділень якого були відкриті в різних куточках Лондону і Вестмінстера. (Історія реклами). Так виник перший професійний рекламний журнал «The Public Adviser» («Громадський радник»).
До кінця XVIII ст. у більшості європейських країн сформувались спеціалізовані рекламні видання.  У Франції виходили «Afficha» («Афіша») та «Announse» («Анонс»), які досягали п’ятдесятитисячних тиражів. В Англії «Morning Post» («Ранкова пошта») друкувала оголошення про продаж коней та екіпажів; про книжкові новинки повідомляла «Morning Chronicle» («Ранкова хроніка»). 

## Розвиток реклами у Сполучених Штатах Америки
Періодична преса в Північній Америці бере свій початок від 1704 року, тоді ж починають друкуватися перші рекламні оголошення. Загалом американська реклама до кінця XVIII ст. не виглядала яскраво через обмеженість поліграфічних можливостей. Все устаткування приходило з-за кордону і коштувало дорого, а підвищувати ціни на видання редактори теж не могли через низьку платоспроможність населення. 
Рекламні тексти на той час розміщувались близько один від одного, поля були дуже вузькими – все це робилось заради економії паперу. Щодо змістового наповнення реклами, то на першому місці були оголошення про купівлю-продаж земельних ділянок, на другому – повідомлення про розшук слуг і рабів, які втекли від хазяїна, на третьому – інформація про прибуття і відправлення суден. Ці три основні змістові категорії займали 80 % реклами.
На сьогодні «батьком реклами» у США вважається Бенжамін Франклін, який у 1729 році почав видавати «The Pennsylvania Gazette» («Пенсильванська газета»), яка на той час досягла найбільших тиражів і найбільшого об’єму рекламних публікацій серед газет колоніальної Америки. Популярність «The Pennsylvania Gazette» зросла більшою мірою за рахунок вдосконалення Франкліном верстки свого видання. Колонки рубричної реклами він урізноманітнив гравюрами, а  яскраво виразні заголовки відділяв від тексту вільним простором – «повітрям».
У XIX ст. спостерігалося явище надлишку виготовленої продукції. Для швидкого продажу продуктів потрібна була ефективна реклама. Саме в цей час Волні Палмер створює мережу рекламних агентств у Філадельфії, Бостоні, Нью-Йорку.  
У 1839 році в газетах з’являються перші фото.
Перша журнальна реклама з’явилась у липні 1844 року в  Southern Messenger («Посланець Півдня»), редактором якого недовгий час був Едгар Алан По.

## Розвиток реклами у світі в XX ст.
Наприкінці XIX - на початку XX ст. якість реклами була не найкращою. Рекламісти завжди перебільшували в описі характеристики товару. Наприклад, в одній з американських газет розмістили рекламне оголошення такого змісту: «Хочете курити безперервно? Чому б і ні! Цю люльку ви можете курити хоч цілодобово, не піддаючись впливові нікотину».  Ситуація змінилася вже в XX ст. з появою законів, що регулювали основи рекламної діяльності.
XX ст. вважається періодом високого розвитку реклами. Значну роль у цьому процесі відводять Сполученим Штатам Америки, які займали лідерські позиції. Жодне європейське рекламне агентство не могло зрівнятися з американськими. 
Видатними рекламістами XX ст. є: Альберт Ласкер (Albert Lasker), Стейнлі Різор (Stanley Resor), Реймонд Рубікейм (Raymond Rubicam), Лео Барнет (Leo Burnett), Клауд  Гопкінс (Claude C. Hopkins), Біл Бернбах (Bill Bernbach) та Девід Огілві (David Ogilvy).
У 1922 році вперше з’явилась радіо-реклама на нью-йоркській радіостанції «Weaf». У 1950-ті роки щорічний загальний обсяг рекламної індустрії становив $10 мільярдів. У сімдесяті цей оборот виріс з 40 мільярдів до 80. У вісімдесяті він перетнув межу в сто мільярдів/ Збільшується об’єм телереклами.

## Розвиток реклами в Україні
Розвиток реклами в сучасному її розумінні у нашій державі припадає на XIX ст. – період активного формування періодики та розвитку промисловості у країні.
На початку століття рекламні оголошення друкувались у таких виданнях як «Харковский  еженедельник» (1812), «Харковские известия» (1817-1823), «Украинский вестник» (1816) та інші. Повідомлення друкувались здебільшого російською мовою. 
У 1824 році при Харківському університеті виходить «Український журнал». У цьому часописі був відведений окремий розділ для рекламних оголошень. На повідомлення рекламного характеру видавець встановив такі розцінки: текст до 5 рядків – 1 крб., 5-10 рядків – 2 крб., від 10 до 15 – 3 крб. Значну частину оголошень займала інформація про книжкові новинки та продаж нерухомості. 
У 1820 році в Одесі вийшла перша торгова газета французькою мовою «Messajer de la Rusi» («Торгівля Русі»). Також велика кількість рекламних повідомлень з’являються в іншій одеській газеті «Одесский вестник» (1927).
У Києві 1835-1838 рр. та 1850-1857 рр. видаються «Киевские объявления» по 15–20 номерів на рік. Причиною виходу цього видання були Київські контрактові ярмарки. У 1905 році у Лубнах з’являється «Хлібороб» – газета яка теж розміщувала велику кількість рекламних оголошень.
З другої половини XIX ст. в Україні активно видаються спеціалізовані рекламні видання. Серед них: «Газета киевских достопримечательных видов и древностей» (1857), «Киевский листок объявлений» (1872-1881), «Киевская биржа» (1897-1916), «Выставочный листок» (1897), «Газета объявлений киевских торговых и промышленных фирм» (1898-1900), «Весь Київ» (1889), «Киевская торговая газета» (1906 ), «Киевский вестник объявлений и справок» (1909), Всемирный деловой посредник» (1911-1914), «Коммерческая газета» (1912).
В радянські часи реклама виконувала ідеологічні функції і втратила своє первісне значення. Велика увага приділялася рекламному оформленню вітрин, ярмарків, виставок, магазинів, пакуванню товарів. 
Радіореклама в Україні бере початок від 1927 року – часу введення в дію централізованого радіомовлення в Україні. На телебаченні перші рекламні повідомлення з’являються у 1987 році. Реклама у пресі відходить на другий план.
З середини XX ст. виходять у світ підручники з рекламної діяльності, яку вводять в університетські програми як навчальну дисципліну. Статті з реклами регулярну друкуються у таких виданнях як «Реклама» і «Советская торговля».
У 60-70- х роках відкриваються рекламні організації: «Торгреклама», «Українське рекламне агентство», «Побутреклама», «Коопреклама».
Активна і регулярна поява великої кількості рекламних видань в Україні починається з 80-х рр. XX ст.
На сьогоднішній день в Україні інтенсивно розвиваються різні види реклами:
- зовнішня реклама - це реклама, яка спрямована на охоплення великого кола споживачів реклами: вивіски, борди, реклама на транспорті та ін.
- внутрішня реклама - це вся текстова або образотворча інформація, яка розміщена в середині різних публічних приміщень: стенди, плакати, повторення логотипу бренду та ін.
- друкована продукція - це вся поліграфічна продукція, яка використовується в рекламних цілях. Цей вид реклами поділяють на два підвиди: корпоративна поліграфія: візитки, флаєра, листівки та ін., та широкоформатна поліграфія: постери, банери та ін. 
- сувенірна продукція - це будь-яка річ, на яку нанесені логотипи або фірмові знаки. За призначенням сувенірна продукція поділяється на: промоушин-сувеніри, бізнес-сувеніри, представницькі сувеніри.
- реклама на радіо - основним призначенням цього виду реклами є велике розповсюдження інформації та широке охоплення цільової аудиторії за короткий проміжок часу.
- реклама на телебаченні - інформація розповсюджується так само швидко та широко як і на радіо, але супроводжується ще й візуальним сприйняттям, що дає змогу споживачу побачити та почути потрібну інформацію.
Але з розвитком технологій з’явилась потреба ширше дивитись і на світ реклами. Молода українська компанія "VENTUMmp" пропонує поглянути на рекламу по новому. Діяльність цієї компанії спрямована на розвиток інтерактивних технологій та їх впровадження в повсякденне життя людей, як в Україні, так і за її межами.
- Реклама
- Реклама на транспорті
- Рекламні видання